# Алесандро де Медичи
Алесàндро де Мèдичи, наречен „Мавъра“ (на италиански: Alessandro de’ Medici detto il Moro; * 22 юли 1510, Флоренция, Флорентинска република; † 6 януари 1537, Флорентинско херцогство), е херцог на Пене от 1522 г., след това господар на Флоренция от 1523 до 1527 г. и от 1530 до 1532 г. и накрая първи херцог на Флоренция от 1532 г. до смъртта си. Убит е от Лоренцино де Медичи и един от неговите наемни убийци.

## Произход
Алесандро е припознат незаконен син на Лоренцо II де Медичи (1492 – 1519), велик херцог на Тоскана, и на мулатката Симонета да Колевекио (от Колевекио) († сл. 1534), прислужница на баба му Алфонсина Орсини в Рим. Тази версия е оспорена от италианския историк Джорджо Спини през 1960 г., тъй като смята, че майката е по-вероятно селянка от римската провинция, която по-късно се омъжва за превозвач от Лацио. Други учени смятат информацията за Симонета за прикритие, за да скрие факта, че Алесандро може би е плод на тайната любовна афера между самата Алфонсина Орсини и кардинал Джулио де Медичи, бъдещ папа Климент VII и братовчед на Лоренцо II. Заради маслинения си тен и чертите на лицето си е наречен Мавъра.
Негова полусестра или братовчедка е Катерина де Медичи, графиня на Оверн, кралица на Франция като съпруга от октомври 1533 на Анри II, крал на Франция. Освен това има още двама полубратя/полусестри от брака на майка си Симонета.

## Биография

### Ранни години
Алесандро прекарва ранното си детство в Рим, където получава хуманистично образование от Пиеро Валериано Болцани под наблюдението на папа Лъв X и кардинал Джулио де Медичи. През тези години се случват редица неочаквани смъртни случаи във висшата линия на семейство Медичи: Джулиано II, херцог на Немур (1516 г.), Лоренцо II, херцог на Урбино (1519 г.) и папа Лъв X (1521 г.). Това подтиква кардинал Джулио (тогава Гран Маестро на Флоренция и бъдещ папа Климент VII) да премести останалите наследници на Медичите в Поджо а Каяно близо до Флоренция: Алесандро, неговата полусестра Катерина (бъдеща кралица на Франция) и братовчед му Иполито (бъдещ вицеканцлер на Католическата църква). През 1522 г. кардинал Джулио купува титлата „херцог на Пене“ за Алесандро от императора на Свещената Римска империя Карл V.
Когато кардинал Джулио става папа Климент VII през 1523 г., той оставя ръководството на Флоренция на Алесандро и Иполито под регентството на папския представител кардинал Силвио Пасерини. Алесандро и Иполито си приличат „само в едно отношение – взаимната си омраза един към друг“. Те открито враждуват през целия си кратък живот. Пасерини е изключително непопулярен сред фракцията срещу Медичите във Флоренция, както и сред членовете на семейство Медичи като Клариса де Медичи, дъщеря на Пиеро II Злочестия. Тя презира не само Пасерини, но и Алесандро, наричайки го недостоен за фамилното име. Възмущението срещу подкрепяното от Медичи регентство на Пасерини води до народен бунт четири години по-късно.
През 1527 г. войниците на император Карл V разграбват град Рим и флорентинците се възползват от неспокойствието в Италия, за да прогонят Медичите: фракция от флорентинци ги сваля и установява теократична република, повлияна от Савонарола. Алесандро и Иполито де Медичи са посъветвани да напуснат града с кардинал Пасерини. Много от основните поддръжници на Медичите бягат от Флоренция; но 8-годишната Катерин де Медичи е оставена. Микеланджело, който по това време строи голяма гробна капела за Медичите, се погрижва за засилването на стените на Флоренция, но трябва също да бяга по-късно за известно време. Следващите три години Алесандро живее в изгнание.

### Херцог на Флоренция
С капитулацията на Флорентинската република в края на почти 10-месечната обсада, поради споразумението от Барселона между император Карл V и папа Климент VII, подкрепен от испанското оръжие, 19-годишният Алесандро става новият господар на Флоренция. Папа Климент VII го избира за поста вместо Иполито, който е направен кардинал. Това увеличава напрежението между братовчедите: до края на живота си Иполито говори открито, че иска да свали Алесандро и да ръководи Флоренция. Алесандро пристига във Флоренция, за да управлява на 5 юли 1531 г. Девет месеца по-късно той е назначен за наследствен херцог от Карл, тъй като Тоскана е извън Папската държава. Това слага край на Флорентинската република и постави началото на над 200 години монархия на Медичите.
След като поема властта, Алесандро започва трансформацията на флорентинските републикански институции, която вместо това договорът за предаване на града изисква от него да спазва и която след това ще бъде завършена от Козимо I, негов далечен братовчед и негов наследник в управлението. Например Алесандро, който е живял в императорския двор на Карл V, пренася обичаите му във Флоренция, като този да се обгради с гвардия от ландскнехти, въоръжена с алебарди. Гвардията плаши и обезпокоява флорентинците, свикнали да виждат и най-авторитарните сред Медичите да се държат много по-дискретно. Алесандро започва да придава все по-„княжески“ характер на собственото си управление и да премахва символите на републиканските и общинските институции, скъпи на флорентинците. Сред тези инициативи най-значимата е тази за възлагане на Бенвенуто Челини (който говори за това в автобиографията си) да подготви монети с деноминации, различни от флорина с образа на Алесандро. Освен това Алесандро поисква (отново против договорите) предаването на всички оръжия, притежавани от частни граждани. Това обаче не му попречва да умре скоро след това, намушкан от неговия роднина Лоренцино де Медичи, с когото има неясна връзка, която според някои препратки (известно е описанието на Челини) е интимна.
С неговото управление флорентинските институции запазват подобие на демокрация само чрез символичен Съвет на двестате и символичен Сенат, съставен от 48 членове, назначени доживотно от 1532 г. насам с мека власт за вземане на решения, предимно консултативна. Длъжността „сенатор“ остава висока чест и през целия следващ период на Великото херцогство Тоскана. Флорентинската конституция от 1532 г. консолидира властта на херцог Алесандро. Докато Климент е жив, Алесандро управлява „със съвета на избрани съвети, опитвайки се да успокои нервите на победените републиканци“; въпреки това, с напредването на царуването си той показва авторитарни тенденции.
През 1534 г. той нарежда изграждането на Крепостта Басо във Флоренция, „за да осигури контрола на Медичите над града след скорошното им завръщане след обсадата на Флоренция и да осигури настаняване на огромен контингент от войски“. Крепостта, построена до 1537 г. по проект на Антонио да Сангало Млади, е символ на могъществото на Медичите.
Управлението на херцог Алесандро предизвиква както похвали, така и критики. Неговият „здрав разум и чувството му за справедливост спечелиха обичта на поданиците му“; и той „се радваше на известен статут на защитник на бедните и безпомощните, както е записано в балади и романи“. Той също е меценат на изкуството, като поръчва забележителни творби на Джорджо Вазари, Якопо Понтормо, Бенвенуто Челини и Антонио да Сангало Младия. Гласовитата изгнаническа общност на Флоренция обаче оценява управлението му като сурово, покварено и некомпетентно – оценка, оспорвана от историците. През 1535 г. изгнаниците спечелват кардинал Иполито де Медичи да се срещне с император Карл V, за да осъди управлението на Алесандро; на път за срещата обаче Иполито умира при съмнителни обстоятелства. Тръгват слухове, че е бил отровен по заповед на Алесандро. След като изгнаниците изразяват оплакванията си пред Карл, флорентинският дипломат Франческо Гуичардини отговаря: „Доблестта на Негово превъзходителство, славата му, мнението за него в целия град, неговото благоразумие, неговите добродетелни навици са достатъчен отговор“. Император Карл отхвърля оплакванията, като продължава да подкрепя Алесандро.
През 1536 г., в края на ловна експедиция в планината Монталбано заедно с император Карл V, Алесандро спира за почивка във Вила Ла Маджа, която става владение на Медичите през 1581 г. благодарение на интереса на Франческо I, вторият велик херцог на Тоскана. През 1536 г. император Карл спазва обещанието си към папа Климент, като омъжва дъщеря си Маргарита Австрийска за херцог Алесандро. Той обаче оставя верен на метресата ти Тадеа Маласпина, която ражда единствените му деца: Джулио де Медичи (ок. 1533/37 – 1600), който има незаконно потомство, и Джулия де Медичи.

### Убийство
26-годишният Алесандро е убит в заговор, замислен от Лоренцино де Медичи (негов приятел, далечен роднина, както и последният член на кадетския клон на Медичите – Пополано), без видима причина, може би воден от неясно негодувание или от славните хуманистични идеали на тираноубиец. Лоренцино го примамва в собствената си къща под претекст в нощта между 6 и 7 януари 1537 г. и го убива с помощта на наемен убиец. Всъщност в нощта на Богоявление Лоренцино хваща в капан херцога чрез хитростта на обещана сексуална среща с красива вдовица. Докато херцог Алесандро чака сам и невъоръжен, Лоренцино и неговият слуга Пиеро ди Джованабате, наричан също Скоронконколо, го издебват и „наръгаха Алесандро с кама няколко пъти, докато херцогът се съпротивляваше до такава степен, че отхапа значителна част от един от пръстите на Лоренцино. В крайна сметка Алесандро умря от раните си и Лоренцино и Скоронконколо избягаха от двореца – след като заключиха вратата на стаята, за да предотвратят престъплението им да бъде разкрито твърде бързо.“
От страх да не започне въстание, ако новината за смъртта му стане публична, служители на Медичи увиват трупа на Алесандро в килим и тайно го пренасят в гробището Сан Лоренцо, където набързо е погребан. Във Валядолид, Испания, в императорския двор на Карл V се състои тържествено погребение на Алесандро.
Изложени са много хипотези, за да се обяснят причините за убийството – от лична обида поради ревност или наследствени проблеми до желанието на Лоренцино да направи забележим жест, който да увековечи славата си. Според републиканските изгнаници против Медичите Лоренцино е бил движен от политически причини и е убил херцога, за да освободи Флоренция от този, когото мнозина смятат за тиранин, и да позволи връщането на Републиката, която е била заменена от херцогството само няколко години по-рано. Това обяснение се доближава до даденото от самия Лоренцино в прочутата му „Апология“, написана няколко дни след престъплението, където казва, че е убил Алесандро, за да запази Флорентинската република. Когато фракцията срещу Медичите във Флоренция не успява да се надигне, Лоренцино бяга във Венеция, където е убит през 1548 г. по пряката заповед на император Карл V. Поддръжниците на Медичите във Флоренция – наричани Палески от топките (на итал. palle) на герба на Медичите, гарантират властта да премине у Козимо I де Медичи, първият от „младшия" клон на Медичите, управлявал Флоренция, втори братовчед на Лоренцино, за да предотвратят народни въстания или идването на императора. Въпреки това Алесандро затваря историята на най-възрастния клон на Медичите, тъй като няма други деца, освен извънбрачни, от които най-големият му син Джулио е твърде малък (на 4 г.), за да управлява.
Алесандро е погребан заедно с баща си Лоренцо де Медичи, херцог на Урбино, в гробницата, дело на Микеланджело в Новата сакристия на базиликата Сан Лоренцо. Поради известно неудобство на паметта му той не е запомнен от никаква надгробна плоча или индикация, но всички проучвания на тленните останки в гробницата отчитат присъствието му.

## Брак и потомство
∞ 13 юни 1536 г. за Маргарита Пармска (* 5 юли 1522, † 18 януари 1586), извънбрачна (впоследствие узаконена) дъщеря на император Карл V и Йохана ван дер Генст, от която няма деца.
Има три извънбрачни деца:
От метресата си Тадеа Маласпина (* 1505), дъщеря на Антонио Алберико II Маласпина, маркиз на Маса и господар на Карара . и Лукреция д'Есте, има един син и една дъщеря:
- Джулио Джанбатиста Ромоло де Медичи (* 1531 или 1533, Прато; † 1599, Пиза), узаконен след смъртта на баща си, първи рицар на Ордена на Свети Стефан от 30 март 1562), адмирал на флотата на Велико херцогство Тоскана, посланик в Мантуа (1565) и в Рим (1571 и 1573); ∞ за Анджелика Маласпина от маркизите на Бастия, от която има 1 дъщеря (монахиня). Има и 2 извънбрачни сина.
- Джулия Ромола де Медичи (* 5 ноември 1535, Флоренция; † ок. 1588, Флоренция), възпитана в манастира Сан Клементе във Флоренция; ∞ 1. 1550 за Франческо Кантелмо, граф на Алвито и херцог на Пополи 2. 1559 за Бернардето де Медичи от клона на господарите и след това принцове на Отаяно[43], от когото има 1 син.

От неизвестна жена има една дъщеря:
- Порция де Медичи (* пролет 1538, Флоренция; † 1565, пак там), родена посмъртно, августинска монахиня, игуменка в манастира Сан Клементе във Флоренция

- Маргарита Пармска,
 съпруга
- Джулио,
 извънбрачен син
- Джулия, 
извънбрачна дъщеря

## Алесандро де Медичи в литературата и драматургията
- Маргарита Наварска, сборник с новели „Хептамерон" (1558) – историята за убийството на Алесандро е разказана в новела от дванадесетия ден на втория ден.
- Томас Мидълтън, пиеса „Трагедията на отмъстителя“ (The Revenger's Tragedy) (1607)
- Александър Дюма, роман „Нощ във Флоренция при Алесандро де Медичи“ (Une nuit à Florence sous Alexandre de Médicis, онлайн): разказана е в романтичен дух историята на убийството на херцога, както и пиеса „Лоренцино“ (Lorenzino)
- Алфред дьо Мюсе, пиеса „Лоренцачо" (Lorenzaccio) (1834) – пиеса с репутацията на френския „Хамлет", в която са играли и Сара Бернар, и Жерар Филип
- Дитрих Екарт, пиеса „Лоренцачо“ (Lorenzaccio) (1918)
- Джеймс Бранч Кейбъл, пиеса „Търговци на бижута" (The Jewel Merchants) (1921).
- Ървинг Стоун, биография „Страдание и възторг“ (The Agony and the Ecstasy): измислена биография на Микеланджело, с Алесандро сред героите.
- Виктория Холт, роман „Мадам Змия“ (Madame Serpent) (1951): съвременен исторически роман, посветен на Катерина де Медичи, която е израснала с Алесандро и е негова полусестра или братовчедка. Първата част е посветена на флорентинския период от живота на Катерина, връзката между Медичите, мистериозната смърт на Иполито де Медичи.